# Opal Viking
Opal Viking, född 17 maj 2000 i Sverige, död september 2015, var en svensk varmblodig travhäst. Han tränades av Nils Enqvist och kördes oftast av Jorma Kontio. Han räknas som en av Sveriges bästa travhästar genom tiderna.
Opal Viking tävlade åren 2003–2010 och sprang in 24,4 miljoner kronor på 113 starter varav 54 segrar, 11 andraplatser och 9 tredjeplatser. Han inledde karriären under sommaren 2003 med tre raka segrar. 
Bland hans främsta meriter räknas segrarna i Breeders' Crown (2003), Big Noon-pokalen (2003), Ina Scots Ära (2004), Eskilstuna Fyraåringstest (2004), Solvalla Grand Prix (2004), Critérium Continental (2004), Prins Carl Philips Jubileumspokal (2005), Svenskt Mästerskap (2006), Gran Premio Palio Dei Comuni (2006, 2008, 2009), Finlandialoppet (2007), Gran Premio Freccia d'Europa (2007), Gran Premio Gaetano Turilli (2007), Graf Kalman Hunyady Memorial (2007, 2008), Grand Critérium de Vitesse (2008), Grand Prix du Sud-Ouest (2008), Gran Premio delle Nazioni (2008, 2009) och Gran Premio Città di Montecatini (2010). Han kom även på andraplats i 2008 års upplaga av världens största travlopp Prix d'Amérique på Vincennesbanan i Paris.